# Mwumba
Mwumba è un comune del Burundi situato nella provincia di Ngozi con 61.584 abitanti (censimento 2008).

## Geografia antropica

### Suddivisioni amministrative
Il comune è suddiviso in 29 colline.